# Kabuscorp SC
Kabuscorp Sport Clube do Palanca, znany po prostu jako Kabuscorp to klub piłkarski z siedzibą w Luandzie, stolicy Angoli.
Kabuscorp S.C. został ufundowany w 1994 przez jego obecnego prezesa Bento dos Santos Kangamba. Swoje mecze domowe drużyna rozgrywa na stadionie Estádio dos Coqueiros w Luandzie.

## Historia
W 2008, w swoim pierwszym występie w Girabola zajęli 10. miejsce.

### Sukcesy krajowe
Największe osiągnięcie w historii klubu miało miejsce 3 lata później, kiedy to zajęli 2-gie miejsce w Giraboli, zdobywając 56 punktów, jedynie o 2 punkty mniej niż zwycięzca.

### Wypadek w 2012
4 sierpnia 2012, dwudziestu trzech kibiców Kabuscorpu zginęło a 29 zostało rannych, w wypadku na drodze łączącej prowincje Kwanza Norte i Luanda. Autobus wiozący kibiców wracał z Calulo, po przegranym 2-0 meczu wyjazdowym z Recreativo do Libolo.

## Znani gracze
15 stycznia 2012, Piłkarz roku 1999 i Zdobywca Złotej piłki, Rivaldo, podpisał roczny kontrakt z klubem.

## Występy wGirabola
| 2008 | 2009 | 2010 | 2011 | 2012 |
|      |      |      |      |      |
|      |      |      | 2.   |      |
|      |      |      |      |      |
|      |      |      |      | 4.   |
|      |      |      |      |      |
|      |      |      |      |      |
|      |      |      |      |      |
|      |      |      |      |      |
| 8.   |      | 8.   |      |      |
|      |      |      |      |      |
|      |      |      |      |      |
|      |      |      |      |      |
|      | 12.  |      |      |      |

## Aktualny skład
| Nr | Poz. | Piłkarz                                    |
| -- | ---- | ------------------------------------------ |
| 1  | BR   | Nuno                                       |
| 2  | OB   | Libengué                                   |
| 3  | OB   | João Paulo (kapitan)                       |
| 4  | PO   | Luís dos Santos                            |
| 5  | PO   | Abela Bayoka                               |
| 6  | NA   | Mauro                                      |
| 7  | NA   | Lami Yakini                                |
| 8  | NA   | Mpele Mpele                                |
| 9  | NA   | Love                                       |
| 10 | PO   | Tiago Mondragon                            |
| 11 | PO   | Nitendo                                    |
| 12 | PO   | Ghislain Mukendi                           |
| 13 | BR   | Rubia Meire (kapitan)                      |
| 14 | BR   | Hugo Marques (na wypożyczeniu Gil Vicente) |

| Nr | Poz. | Piłkarz             |
| -- | ---- | ------------------- |
| 15 | PO   | Vinicius Colombiano |
| 16 | NA   | Thomas Izerghouf    |
| 18 | NA   | Rodrigo Kiala       |
| 19 | BR   | Lorenzo Andrenacci  |
| 20 | OB   | Patrick Lelo        |
| 21 | NA   | Mazenga Dimanza     |
| 22 | OB   | Bernardo Pataca     |
| 23 | NA   | Abel Makiadi        |
| 24 | OB   | Raúl André          |
| 25 | OB   | João Sana           |
| 26 | PO   | João Sana           |
| 27 | PO   | Lúvia João          |
| 28 | PO   | Tomas Aquino        |
| -- | PO   | Albert Meyong       |